# Chlorure d'(allyl)palladium dimérique
Le chlorure d'(allyl)palladium dimérique, ou dimère de chlorure d'(allyl)palladium, est un complexe organométallique de formule chimique [(η3-C3H5)Pd(µ-Cl)]2. Il s'agit d'un solide jaune à vert clair ayant des applications comme catalyseur en synthèse organique. C'est l'un des complexes allyliques de métal de transition les plus utilisés.

## Structure et synthèse
La molécule présente une structure dimérique centrosymétrique dans laquelle les liaisons Pd–C sont de longueur égale tandis que le plan des ligands allyliques forme un angle de 111,5° avec le plan formé par les atomes de carbone terminaux et l'atome de palladium. Il cristallise dans le système monoclinique avec le groupe d'espace P21/n (no 14).
On peut l'obtenir au moyen d'un flux de monoxyde de carbone dans une solution aqueuse méthanolique de tétrachloropalladate de sodium Na2PdCl4 (obtenue à partir de chlorure de palladium(II) PdCl2 et de chlorure de sodium NaCl), et de chlorure d'allyle CH2=CH–CH2Cl :
2 Na2PdCl4 + 2 CH2=CH–CH2Cl + 2 CO + 2 H2O ⟶ [(η3-C3H5)Pd(µ-Cl)]2 + 4 NaCl + 2 CO2 + 4 HCl.
Une autre méthode fait intervenir la réaction du propylène CH2=CHCH3 avec le trifluoroacétate de palladium (CF3COO)2Pd, suivie par un échange d'ions avec du chlorure Cl− :
2 (CF3COO)2Pd + 2 CH2=CHCH3 ⟶ [(η3-C3H5)Pd(CF3COO)]2 ;
[(η3-C3H5)Pd(CF3COO)]2 + 2 Cl− ⟶ [(η3-C3H5)Pd(µ-Cl)]2 + 2 CF3COO−.

## Réactions et applications
Le chlorure d'(allyl)palladium dimérique réagit avec des sources d'anions cyclopentadiénure [C5H5]− pour donner le complexe à 18 électrons correspondant, l'(allyl)(cyclopentadiényl)palladium (η3-C3H5)(η5-C5H5)Pd :
[(η3-C3H5)Pd(µ-Cl)]2 + 2 Na(C5H5) ⟶ 2 (η3-C3H5)(η5-C5H5)Pd + 2 NaCl.
Il réagit avec diverses bases de Lewis (:B) pour former des adduits de la forme (η3-C3H5)PdCl:B, par exemple, avec la pyridine :NC5H5 :
1/2 [(η3-C3H5)Pd(µ-Cl)]2 + 
NC5H5 ⟶ (η3-C3H5)PdCl:NC5H5.
Le chlorure d'(allyl)palladium dimérique catalyse de nombreuses réactions organiques telles que des réactions de couplage croisé, les additions nucléophiles sur des diènes et la décomposition de composés diazo en carbènes réactifs. C'est également un précurseur utile pour divers catalyseurs à palladium.